# Парламентские выборы в Великобритании (1895)
Парламентские выборы в Великобритании 1895 года прошли с 13 июля по 7 августа и стали двадцать пятыми парламентскими выборами в истории Соединённого королевства Великобритании и Ирландии после Акта об унии 1800 года и четвёртыми после Третьей парламентской реформы 1884 года. Консерваторы маркиза Солсбери в союзе с либералами-юнонистами получили абсолютное большинство мест в Палате общин.
Выборы 1895 года стали последними парламентскими выборами в Великобритании, на которых ни действующий премьер-министр, ни лидер основной оппозиционной партии не заседали в Палате общин. Граф Розбери и маркиз Солсбери заседали в Палате лордов, а лидерами либералов и консерваторов в Палате общин были Уильям Харкорт и Артур Бальфур соответственно.

## Политическая ситуация
Несмотря на то, что выборы 1892 года завершились формальной победой консерваторов маркиза Солсбери и их союзников, либералов-юнионистов, к власти вернулись либералы Гладстона, которые получив поддержку ирландских националистов сформировали правительство меньшинства. Находясь у власти, Гладстон смог в 1893 году провести Второй законопроект о самоуправлении Ирландии через Палату общин, но Палата лордов отклонила его. В конце своего четвёртого премьерства Гладстон выступал против увеличения государственных расходов на расширение Королевского флота, а также против предложения канцлера Уильяма Харкорта о введении ступенчатого налога на наследство.
2 марта 1894 года 84-летний Гладстон ушёл с поста премьер-министра. Королева Виктория, проигнорировав совет Гладстона сделать его преемником лорда Спенсера, назначила новым премьер-министром графа Розбери. Правительство Розбери оказалось в значительной степени в состоянии паралича из-за борьбы за власть между ним и Уильямом Харкортом, лидером либералов в Палате общин. Ситуация достигла критической точки 21 июня, когда парламент проголосовал за увольнение государственного секретаря по вопросам войны Генри Кэмпбелла-Баннермана; Розбери, понимая, что кабнет, скорее всего, не выдержит вотума недоверия, если таковой будет вынесен, 22 июня ушёл с поста премьер-министра. Новым главой правительства стал, в третий раз, лидер консерваторов маркиз Солсбери и быстро назначил новые выборы.
Выборы выиграли консерваторы в союзе с Либеральной юнионистской партией, получив значительное большинство. Либералы, напротив, опустились до своего худшего результата с момента основания партии, получив всего 177 мест. В это время Ирландская парламентская партия по прежнему переживала раскол; большинство её депутатов-«антипарнеллитов» поддерживали Джона Диллона, в то время как немногочисленных «парнеллитов» возглавлял Джон Редмонд. Независимая рабочая партия, в выборах 1892 года участвовавшая как свободная группировка левых политиков, в 1893 году официально организовалась в партию во главе с Кейром Харди и в 1895 году участвовала в своих первых выборах. В отличие от 1892 года, независимые рабочие кандидаты выступили неудачно, набрав чуть менее одного процента голосов избирателей и не получив ни одного места, но пять лет спустя они добились большего успеха, когда баллотировались под знаменем Комитета рабочего представительства, на базе которого в 1906 году была создана Лейбористская партия.

## Результаты
|        |                                   |                                   |                                   |           |        |         |       |       |
| Партия | Партия                            | Лидер                             | Кандидаты                         | Голоса    | Голоса | Голоса  | Места | Места |
| Партия | Партия                            | Лидер                             | Кандидаты                         | Голоса    | %      | ± п. п. | Места | ±     |
|        | Консерваторы и юнонисты           | Маркиз Солсбери                   | 588                               | 1 759 484 | 49,25  | ▲ 2,25  | 411   | ▲ 97  |
|        | Либералы                          | Граф Розбери                      | 447                               | 1 628 405 | 45,58  | ▲ 0,21  | 177   | ▼ 94  |
|        | Ирландская федерация              | Джон Диллон                       | 77                                | 92 556    | 2,59   | ▼ 2,61  | 70    | ▼ 2   |
|        | Ирландская лига                   | Джон Редмонд                      | 26                                | 47 698    | 1,34   | ▼ 0,21  | 12    | ▲ 3   |
|        | Независимая рабочая партия        | Кейр Харди                        | 28                                | 34 433    | 0,96   | ▲ 0,45  | 0     | ▼ 3   |
|        | Независимые либералы              |                                   | 3                                 | 3733      | 0,10   | ▲ 0,02  | 0     | ▼ 1   |
|        | Социал-демократы                  | Генри Гайндман                    | 4                                 | 3122      | 0,09   | ▲ 0,07  | 0     | ▬     |
|        | Независимые либерал-лейбористы    |                                   | 2                                 | 2348      | 0,07   | новая   | 0     | ▬     |
|        | Независимые рабочие               | Джон Линкольн Мэн                 | 1                                 | 608       | 0,02   | новая   | 0     | ▬     |
|        | Независимые                       |                                   | 2                                 | 52        | <0,01  | ▬       | 0     | ▬     |
|        | Всего                             | Всего                             | 1180                              | 3 575 868 | 100    | ▬       | 670   | ▬     |
|        | Избирателей зарегистрировано/Явка | Избирателей зарегистрировано/Явка | Избирателей зарегистрировано/Явка | 6 330 519 | 77,78  | ▲ 0,88  |       |       |

Голоса (%)
| Голоса избирателей      | Голоса избирателей | Голоса избирателей | Голоса избирателей | Голоса избирателей |
| ----------------------- | ------------------ | ------------------ | ------------------ | ------------------ |
| Консерваторы и юнонисты |                    |                    | 49.25 %            |                    |
| Либералы                |                    |                    | 45.37 %            |                    |
| Ирландская федерация    |                    |                    | 2.59 %             |                    |
| Ирландская лига         |                    |                    | 1.34 %             |                    |
| Независимые рабочие     |                    |                    | 0.96 %             |                    |
| Другие                  |                    |                    | 0.28 %             |                    |

Места
| Места в парламенте (%)  | Места в парламенте (%) | Места в парламенте (%) | Места в парламенте (%) | Места в парламенте (%) |
| ----------------------- | ---------------------- | ---------------------- | ---------------------- | ---------------------- |
| Консерваторы и юнонисты |                        |                        | 61.34 %                |                        |
| Либералы                |                        |                        | 26.42 %                |                        |
| Ирландская федерация    |                        |                        | 10.45 %                |                        |
| Ирландская лига         |                        |                        | 1.79 %                 |                        |

### Результаты выборов в Ирландии
В итоговое число не включены два депутата от Дублинского университета, которые были избраны по списку юнионистов (один из них консерватор).
| Партия                 | Партия                   | Лидер                   | Голоса | Голоса | Голоса | Места | Места | Места |
| Партия                 | Партия                   | Лидер                   | Голоса | %      | +/-    | Места | +/-   | %     |
| ---------------------- | ------------------------ | ----------------------- | ------ | ------ | ------ | ----- | ----- | ----- |
|                        | Ирландская федерация     | Джон Диллон             | н/д    | н/д    | н/д    | 69    | ▼ 2   | 68,32 |
|                        | Ирландские юнионисты     | Эдвард Джеймс Сандерсон | н/д    | н/д    | н/д    | 17    | ▬     | 16,83 |
|                        | Ирландская лига          | Джон Редмонд            | н/д    | н/д    | н/д    | 12    | ▲ 3   | 11,88 |
|                        | Либералы-юнионисты       | Джозеф Чемберлен        | н/д    | н/д    | н/д    | 4     | ▬     | 3,96  |
|                        | Независимые либералы     |                         | н/д    | н/д    | н/д    | 0     | ▬     | 0     |
|                        | Независимые националисты |                         | н/д    | н/д    | н/д    | 0     | ▬     | 0     |
| Всего                  | Всего                    | Всего                   | н/д    | 100,0  | ▬      | 101   | ▬     | 100   |
| Источник: B. M. Walker |                          |                         |        |        |        |       |       |       |

| Места в Палате общин от Ирландии (%) | Места в Палате общин от Ирландии (%) | Места в Палате общин от Ирландии (%) | Места в Палате общин от Ирландии (%) | Места в Палате общин от Ирландии (%) |
| ------------------------------------ | ------------------------------------ | ------------------------------------ | ------------------------------------ | ------------------------------------ |
| Ирландская федерация                 |                                      |                                      | 68.32 %                              |                                      |
| Ирландские юнионисты                 |                                      |                                      | 16.83 %                              |                                      |
| Ирландская лига                      |                                      |                                      | 11.88 %                              |                                      |
| Либералы-юнионисты                   |                                      |                                      | 3.96 %                               |                                      |

## После выборов
На посту премьер-министра маркиз Солсбери стремился «убить гомруль добротой», запустив программу земельной реформы, которая помогла сотням тысяч ирландских крестьян получить право собственности на землю и в значительной степени положила конец их жалобам на английских землевладельцев. Закон о пенсиях учителям начальной школы по выслуге лет 1898 года позволил учителям получать ренту за счёт добровольных взносов. Закон о начальном образовании 1899 года разрешил школьным советам обеспечивать образование умственно и физически дефективных и эпилептических детей.
11 июля 1902 года, из-за слабого здоровья и смерти жены, маркиз Солсбери ушёл в отставку. Его преемником стал его племянник Артур Бальфур. На посту премьер-министра Бальфур в целом предоставил проведение внешней политики лорду Лансдауну, сам будучи занят внутренними проблемамиe. Тем временем, внутри либералов-юнионистов наметился раскол по вопросу тарифной политики. Бальфур, пытаясь уравновесить обе фракции, приняв отставку трёх министров-фритредеров, но почти одновременная отставка сторонника свободной торговли герцога Девонширского ослабила кабинет Бальфура, окончательно подорвав его авторитет в правительстве. Бальфур ушел с поста премьер-министра в декабре 1905 года, надеясь, что лидер либералов Кэмпбелл-Баннерман не сможет сформировать сильное правительство.

### Комментарии
1. ↑  Явка избирателей с учётом только округов, в которых проводилось голосование (4 597 886 избирателей). Безальтернативные выборы состоялись в 189 округах, в которых проживало 1 732 633 избирателей и в которых было избрано 132 консерватора и юниониста, 42 кандидата Ирландской федерации, 11 либералов и 4 кандидата Ирландской лиги. См. UK Election Results.